# Distrito de San Rafael (Bellavista)
El Distrito peruano de San Rafael es uno de los 6 que conforman la Provincia de Bellavista, ubicada en el Departamento de San Martín, perteneciente a la Región San Martín.
Desde el punto de vista jerárquico de la Iglesia católica forma parte de la  Prelatura de Moyobamba, sufragánea de la Metropolitana de Trujillo y  encomendada por la Santa Sede a la Archidiócesis de Toledo en España.

## Geografía
la capital se encuentra situada a 311 m s. n. m.